# NachTisch (Fernsehsendung)
NachTisch war eine Unterhaltungssendung der ARD.

## Allgemeines
Die vom SWR in Baden-Baden produzierte Show wurde ab dem 11. April 2005 ausgestrahlt. Moderiert wurde die Sendung von Markus Brock und Mandana Naderian. In jeder Sendung wurden prominente Gäste eingeladen, die interviewt wurden. Zudem konnten sich Zuschauer telefonisch an der Sendung beteiligen und den Gästen Fragen stellen oder mit den Gästen spielen.
Lediglich 0,88 Millionen Zuschauer bei einem Marktanteil von 8,8 Prozent verfolgten die erste Sendung. Mit katastrophalen Marktanteilen schlug sich der von Medienexperten so genannte „Kindergeburtstag“ Tag für Tag – mehr schlecht als recht – durch. So auch zur dreizehnten Folge am 27. April 2005, als nur 0,52 Millionen Zuschauer bei einem Marktanteil von 4,9 Prozent die Sendung verfolgten. Naderian stieg nach wenigen Episoden Ende April 2005 wegen Differenzen mit ihrem Arbeitgeber um den Moderationsstil der Sendung aus. Infolge war Brock alleiniger Moderator von NachTisch, jedoch erreichte die erste allein moderierte Sendung ebenfalls nur Ergebnisse von 0,41 Millionen Zuschauern bei einem Marktanteil von 5,2 Prozent. Am 31. Mai 2005 sahen ebenfalls nur 570.000 Zuschauer zu.
Nachdem NachTisch kontinuierlich schlechte Einschaltquoten vorwies, wurde entschieden, sie mit Ausstrahlung der Folge am 10. Juni 2005 einzustellen. Grund hierfür war u. a. auch, dass für Zuschauer das Konzept der Sendung nicht nachvollziehbar war. Auf dem gleichen Sendeplatz liefen nach Einstellung Wiederholungen der Serie In aller Freundschaft.

## Sendetermine
Gesendet wurde die Sendung von Montag bis Freitag von 14:10 Uhr bis 15:00 Uhr. Die Sendung wurde live ausgestrahlt. Nach wenigen Wochen, ab Ende April 2005, lief sie ab 16.10 Uhr.